# حوضه بالخاش-آلاکول
حوضه بالخاش-آلاکول (به قزاقی: Балқаш-Алакөл ойысы، بالقاش-الاكول ويىسى) یک فرورفتگی در قزاقستان است که در استان قراغندی، استان جامبیل، استان آلماتی و استان قزاقستان شرقی واقع شده‌است.